# 56e régiment d'infanterie territoriale
Pour les articles homonymes, voir 56e régiment.
Le 56e régiment d'infanterie territoriale (56e RIT) est un régiment d'infanterie de l'armée de terre française qui a participé à la Première Guerre mondiale.

## Création et différentes dénominations
- 19 mars 1875 : le régiment reçoit son numéro en prévision de la mobilisation[1]
- Créé en août 1914 à la mobilisation

## Historique des garnisons, combats et batailles du56eRIT

### Première Guerre mondiale

#### Affectations
- Région de Belfort d'août 1914 à novembre 1915
- 214e brigade isolée de novembre 1915 à mars 1916[2]
- 214e brigade de 133e division d'infanterie de mars à août 1916[2]
- 314e brigade de 134e division d'infanterie d'août à novembre 1916[2]
- Infanterie divisionnaire de la 134e division d'infanterie de novembre 1916 à mars 1917[2]
- 216e brigade territoriale de mars 1917 à mars 1918[2]
- Dissous en mars 1918

## Drapeau

Dessin du revers du drapeau du.

Il porte, cousues en lettres d'or dans ses plis, les inscriptions suivantes :
- Alsace 1914

### Sources et bibliographie
- Historique du 56me Régiment Territorial d'Infanterie, Belley, Libraire Montbardon, 1920, 32 p. (lire en ligne).